# Eilema castanea
Eilema castanea là một loài bướm đêm thuộc phân họ Arctiinae, họ Erebidae.